# Русский народный союз имени Михаила Архангела
«Ру́сский наро́дный сою́з и́мени Михаи́ла Арха́нгела» (РНСМА, краткое название «Союз Михаила Архангела») — монархическая консервативная («черносотенная») общественно-политическая организация (партия), действовавшая в Российской империи в 1907—1917 года.

## Возникновение
Основной причиной возникновения РНСМА стали разногласия между председателем Главного Совета «Союза Русского Народа» (СРН) А. И. Дубровиным и его товарищем (заместителем) В. М. Пуришкевичем, первоначально носившие личный характер.
Между тем, как отмечал историк А. А. Иванов, «помимо личных трений были между лидерами Союза русского народа и принципиальные расхождения»:
В первую очередь это касалось отношения к Государственной думе. В отличие от Дубровина, Пуришкевич пришёл к мысли, что время уличных манифестаций прошло и с изменением выборного законодательства в III Думу, позволявшего правым создать влиятельную фракцию, долг черносотенцев — бороться с левой и либеральной оппозицией на парламентских скамьях. По его мнению, Государственная дума исправленного образца должна была стать «учреждением для облегчения нужд народа» и неким подобием «Земского собора».
Дубровин же, разочаровавшись в первых двух Думах, стал убеждённым противником данного института как такового, полагая, что умеренный состав народного представительства будет ещё вреднее для самодержавной монархии, так как конституирует в России этот парламентский орган.

Это расхождение в отношении к третьеиюньской Думе неминуемо вело к конфликту, который не заставил себя долго ждать.
В 1907 г. разногласия вылились на страницы правой прессы, после чего в руководстве СРН произошёл открытый конфликт, поводом к которому стали финансовые разногласия. Протоиерей И. И. Восторгов обвинил председателя Главного Совета СРН А. И. Дубровина в растрате партийных денег, тот же, в свою очередь попытался переложить ответственность на своего товарища (заместителя) В. М. Пуришкевича. Последний, считая «ниже своего достоинства давать какие-либо объяснения», подал заявление о выходе из СРН.
Под давлением А. И. Дубровина Главный Совет СРН исключил В. М. Пуришкевича из Союза, поставив ему в вину «неблаговидные отзывы о Союзе, самовластие, враждебность Дубровину».
В первом официальном «Обращении…» от Главной Палаты РНСМА, появившемся весной 1908 года, указывалось:
Причиною возникновения Союза, задачи коего тождественны с задачами Союза русского народа, была та смута, которая поднялась в Главном Совете Союза русского народа, ставшем местом бесконечных интриг, а не созидательного труда.

## Программа и устав
Программа и устав РНСМА были зарегистрированы 11 (24) марта 1908 г.
Высшим руководящим органом РНСМА являлась Главная Палата. Её первый состав был избран на два года, по истечении которых ежегодно по жребию выбывала треть состава Главной Палаты. Выборы новых членов производились Общим Собранием столичного отдела РНСМА.
В первый состав Главной Палаты РНСМА входили: товарищ (заместитель) председателя — член Государственной Думы В. М. Пуришкевич, В. В. Казаринов (управляющий канцелярией), Д. О. Оборин (казначей), В. В. Баранов, граф А. А. Буксгевден, священники А. П. Васильев и протоиерей И. И. Восторгов, профессор А. С. Вязигин — председатель Совета правой фракции Государственной Думы, М. И. Жданов, издатель «Объединения» С. К. Кузьмин, генерал-майор Ю. Л. Сильяндер, издатель «Колокола» В. М. Скворцов, купец 1-й гильдии П. П. Сурин, П. Е. Толстой, профессор Ф. С. Хлеборад, Г. А. Шечков — член Государственной Думы.
Председатель РНСМА избирался «из своей среды» членами Главной Палаты. При этом создатель РНСМА В. М. Пуришкевич первоначально отказывался официально возглавлять Союз, по причине чего должность председателя долгое время оставалась вакантной. 8 (21) ноября 1910 года на праздновании третьей годовщины РНСМА Общее Собрание в очередной раз предложило ему пост председателя, на что последовал отказ. Наконец, через год, на праздновании четвёртой годовщины РНСМА В. М. Пуришкевич согласился официально возглавить организацию.
Региональными отделами руководили местные Палаты, формировавшиеся по общему принципу, но в их состав, кроме председателя, входили по шесть членов и кандидатов.
В 1908—1913 года выпускал «Книгу русской скорби», памяти жертв революционного терроризма, которая распространялась среди нижних полицейских чинов за счёт казны.
Союз выступал за сохранение исторических устоев России — православия и самодержавия, боролся за лишение избирательных прав иудеев и ограничение представительства Польши и Кавказа.
Вместе с тем Союз поддерживал существование Государственной Думы и одобрял столыпинскую реформу.
Союз выпускал газету «Колокол», еженедельники «Прямой путь» и «Зверобой», распространял книги и брошюры, проводил собрания, чтения, массовые антисемитские кампании.

## Первая мировая война и кризис РНСМА
С началом Первой мировой войны В. М. Пуришкевич отошёл от руководства РНСМА. Как отмечал историк А. А. Иванов, деятельность последнего «практически была свёрнута — по сути, работать продолжали лишь заместитель Пуришкевича Н. Д. Облеухов и небольшой круг его соратников»:
Буквально в первые дни войны — 30 июля 1914 г. — В. М. Пуришкевич объявил, что Главная палата Союза прекращает свою деятельность на время военных действий и передаёт своё помещение под лазарет для раненых воинов. По оценке члена Главной палаты РНСМА Ю. С. Карцова, без Пуришкевича РНСМА «прозябал и чахнул»: «Заседания проходили на квартире Облеухова  <...> Сохранилась и канцелярия Союза. Где-то ютилась она в двух, трёх комнатах. Заведовал её Н. М. Юскевич-Красковский и сводилась она к одной барышне, работавшей на машинке. Переменились члены Союза: одни умерли, другие вышли из Союза. Поступили и новые, по большей части купцы и мещане».
В годы Первой мировой войны РНСМА не принимал участие ни в одном из монархических совещаний, проигнорировав призывы к объединению правого движения. Прекратилось издание «Прямого Пути». Летом 1915 г. из состава РНСМА вышли все отделы Москвы во главе с их руководителем В. Г. Орловым, создавшим новую монархическую организацию — «Отечественный Патриотический Союз». В конце 1916 г. В. М. Пуришкевич вышел из состава правой фракции Государственной Думы.
Вместе с тем РНСМА открыл на Знаменской улице в Петрограде собственную продовольственную лавку, которой заправляла С. Л. Облеухова. На вырученные от продаж деньги Главной Палатой РНСМА было решено открыть со временем приют для сирот воинов (причём, по настоянию В. М. Пуришкевича, предпочтение при приёме в него должно было отдаваться сиротам воинов, призванных из рабочих заводов Петрограда. Однако денег в желаемом размере заработать так и не удалось).
В начале 1917 года Главная Палата РНСМА осудила совместное «Окружное послание» лидеров монархических организаций, призывавшее всех членов правых объединений принять участие в планируемом монархическом съезде для спасения самодержавия, продемонстрировав при этом, по мнению историков И. В. Омельянчука и А. В. Репникова, «полное непонимание реальной политической ситуации в стране».

## Прекращение деятельности
После февральской революции 1917 г. РНСМА юридически прекратил своё существование.

## Известные члены организации
- Алипий (Попов) — епископ Русской православной церкви, епископ Старицкий, викарий Тверской епархии.
- Васильев, Александр Петрович (1868—1918) — протоиерей, духовник царской семьи, пастырь-трезвенник, патриот-монархист.
- Восторгов, Иван Иванович — священник, Святой Русской православной церкви.
- Вязигин, Андрей Сергеевич — учёный-историк, профессор Императорского Харьковского университета, депутат Государственной Думы третьего созыва.
- Ознобишин, Владимир Нилович — камергер, член Государственного совета.
- Павлюкевич, Арсений Васильевич — белорусский врач и националист.
- Пуришкевич, Владимир Митрофанович — политический и общественный деятель.
- Скворцов, Василий Михайлович — публицист, издатель газеты «Колокол» и журнала «Миссионерское обозрение», миссионер.
- Шечков, Георгий Алексеевич — общественный деятель, депутат Госдумы.
- Юскевич-Красковский, Николай Максимович.